# بروفيتيس إلياس (إراكليون)
بروفيتيس إلياس (Προφήτης Ηλίας) هي مدينة في إراكليون في اليونان.

## أعلام
- تيودوروس الثاني بطريرك الإسكندرية